# Гордиджани, Микеле
Микеле Гордиджани (итал. Michele Gordigiani; распространённое ошибочное написание: Гордиджиани; 29 мая 1835, Флоренция — 7 октября 1909, там же) — итальянский художник-портретист.

## Биография
Родился 29 мая 1835 года во Флоренции в семье известного музыканта Луиджи Гордиджани.
Первоначально живописи обучался во флорентийской  Академии изящных искусств у Джузеппе Беццоли, затем у Луиджи Норфини и Сильвестро Лега; также работал в мастерских Луиджи Муссини и Франца Адольфа фон Штюрлера. В 1855 году Микеле со своим братом Анатолио часто посещал флорентийское кафе «Микеланджело», где встречался с художниками группы «Маккьяйоли».
В 1867 году художник посетил Лондон, где написал портреты королевы Виктории и ее супруга принца Альберта. 
Помимо портретов, Гордиджани писал также мифологические сцены и пейзажи, однако наиболее известен и востребован был именно как портретист. Кисти Гордиджани принадлежит ряд портретов выдающихся людей Италии его времени, среди которых король Италии Виктор Эммануил II, его невестка, королева Маргарита Савойская и граф Камилло Кавур.
Будучи востребованным и успешным живописцем, посетил, помимо Лондона, Францию и Соединённые штаты, где также исполнил целый ряд престижных заказов, преимущественно портретов. В 1896 году художник участвовал во второй Венецианской биеннале. 
Гордиджани имел многочисленных учеников, среди которых были Фоско Трикка, Франческа Мальяни, Помпео Массани и Альфредо Мюллер.
Художник скончался 7 октября 1909 года во Флоренции. Работы Гордиджани сегодня находятся в коллекциях музеев разных стран мира.

## Галерея

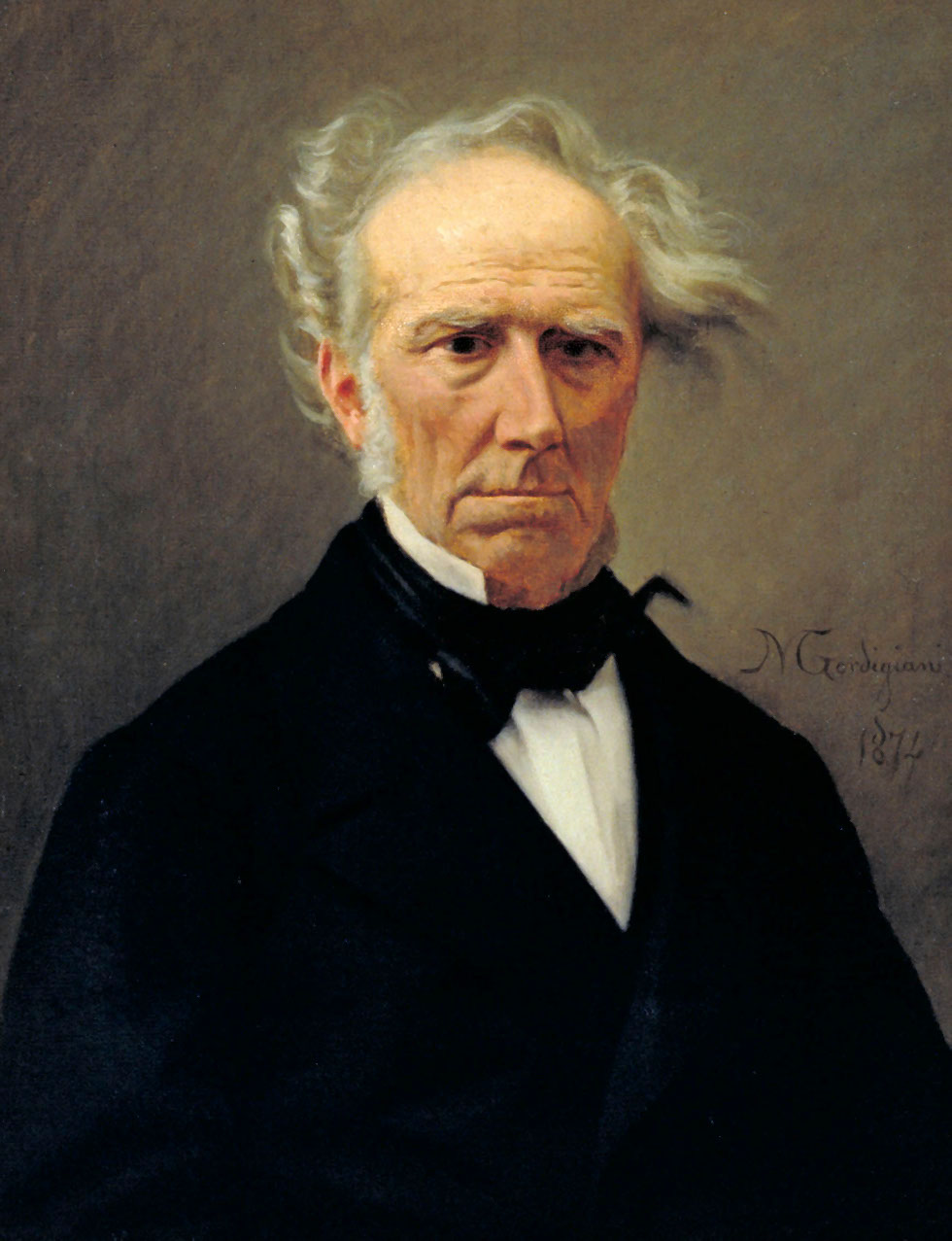
Портрет итальянского астронома и ботаника Джованни Амичи
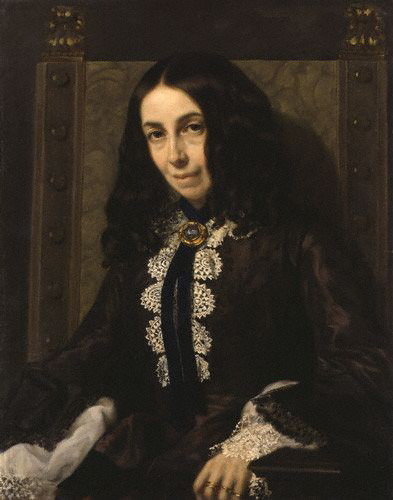
Портрет английской поэтессы Элизабет Браунинг
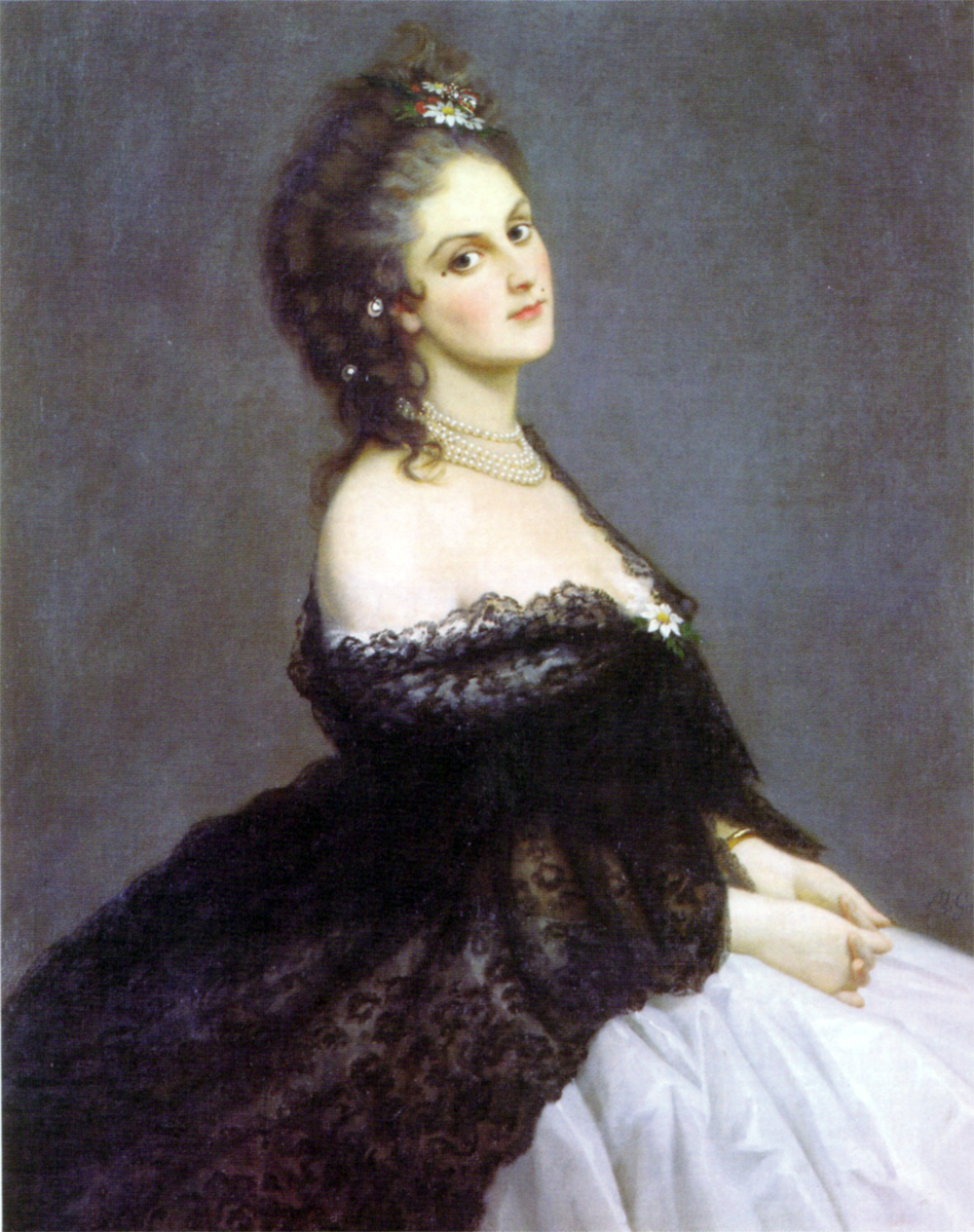
Портрет итальянской аристократки маркизы Вирджинии Ольдоини, в браке графини ди Кастильоне
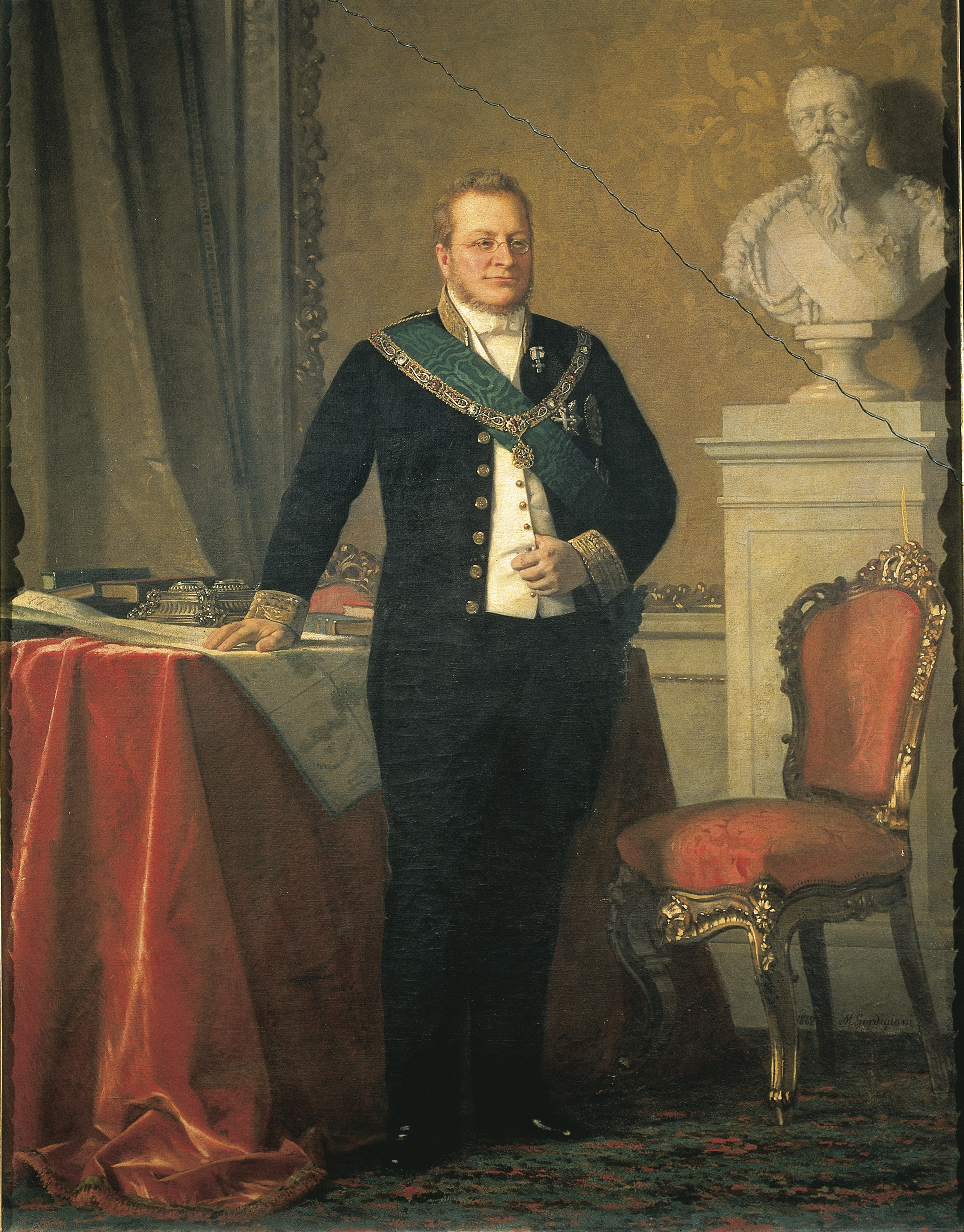
Портрет графа Камилло Кавура
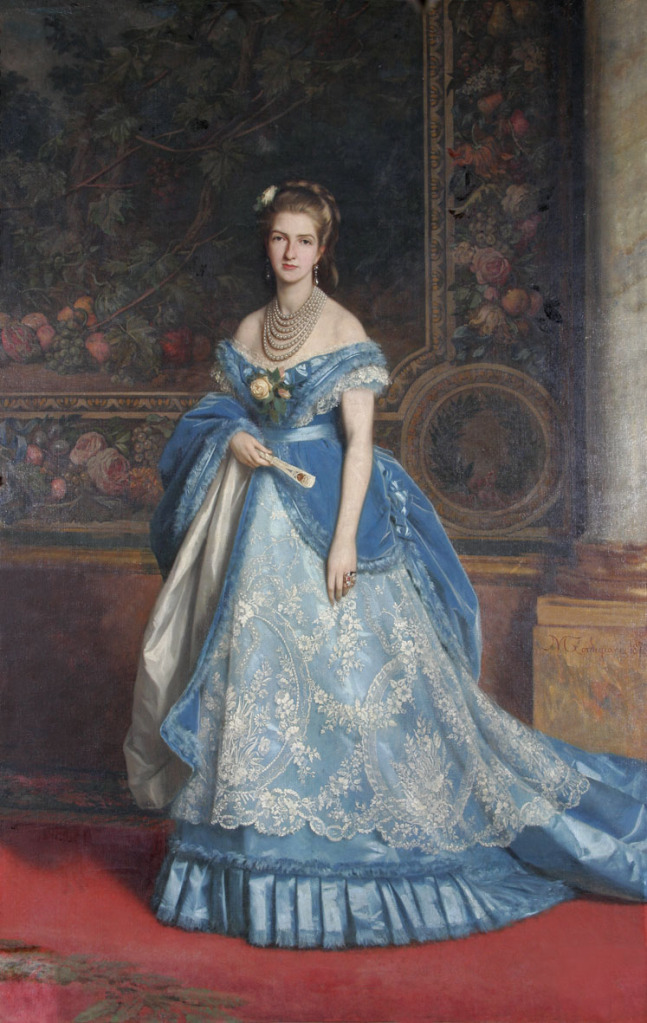
Портрет королевы Маргариты Савойской
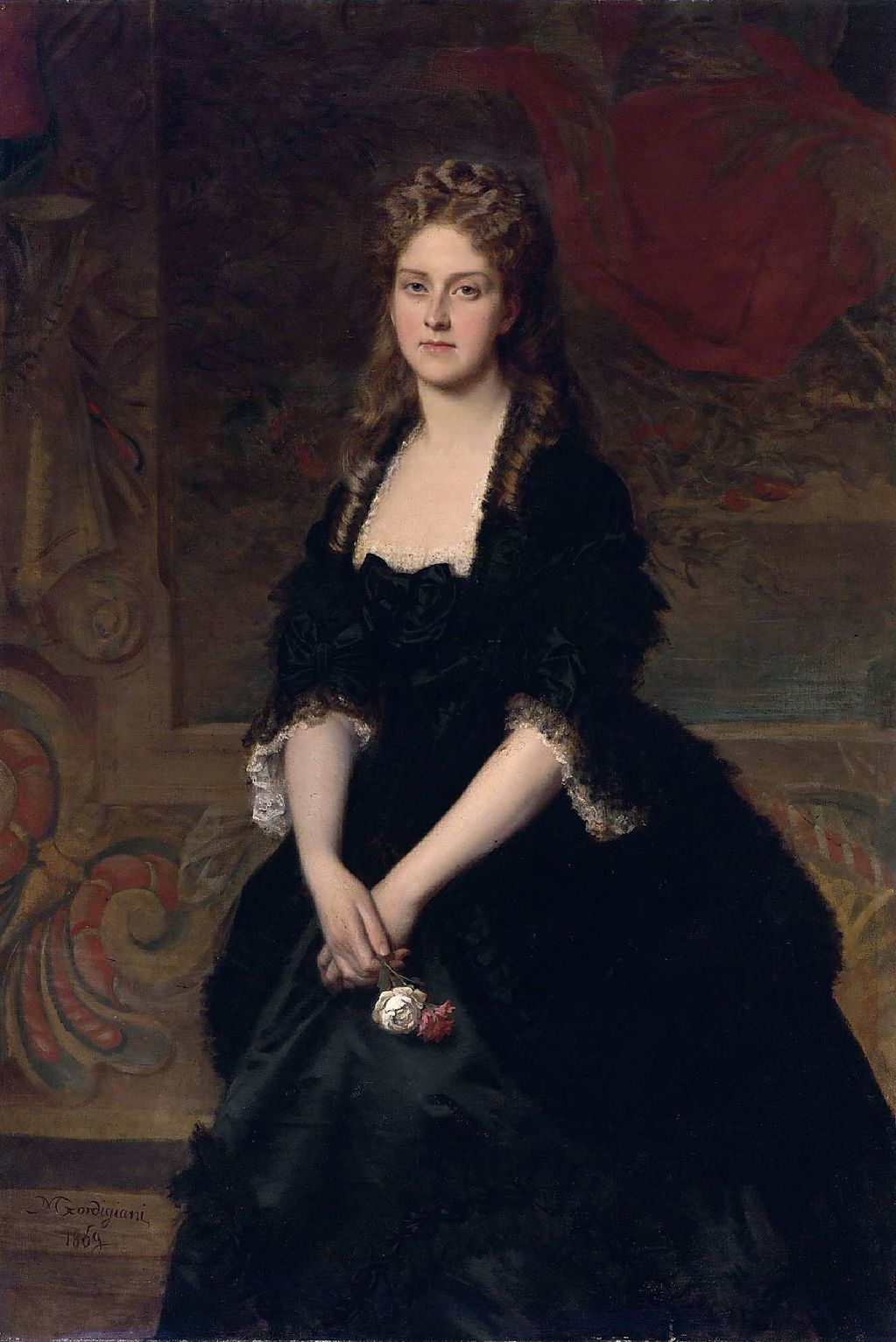
Портрет Надежды Михайловны Половцовой
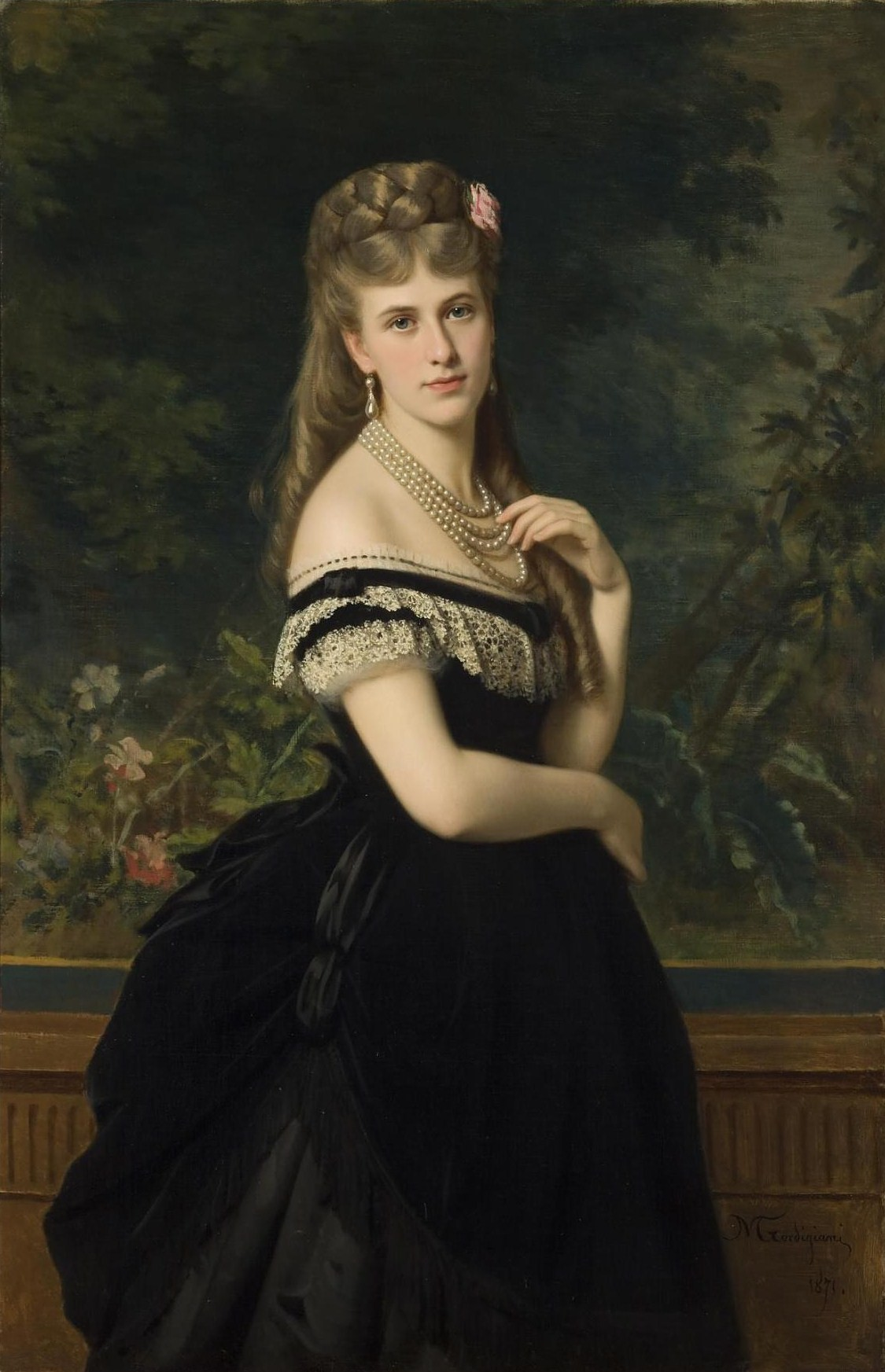
Портрет графини Марии Михайловны Берг
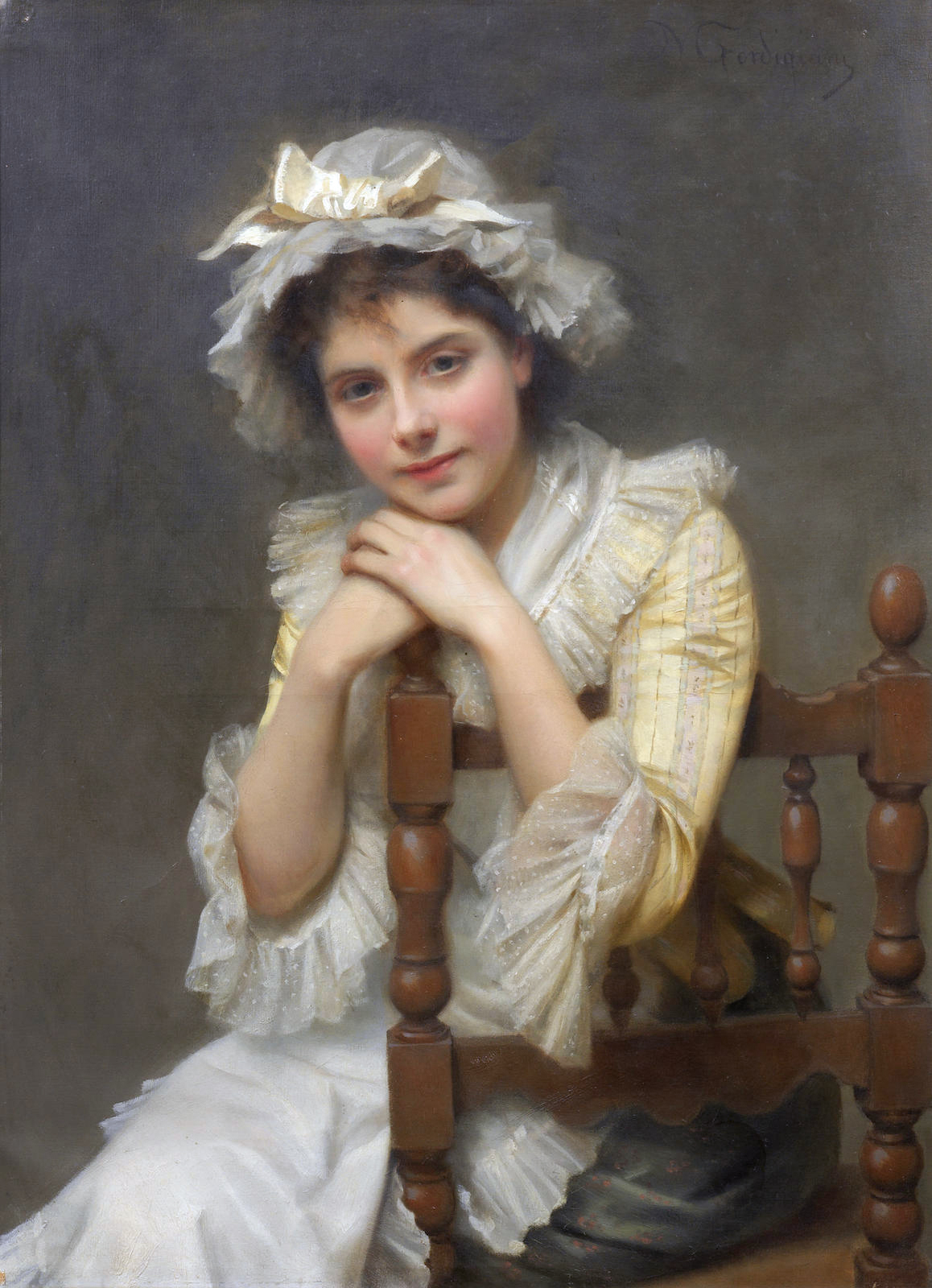
Отдыхающая горничная
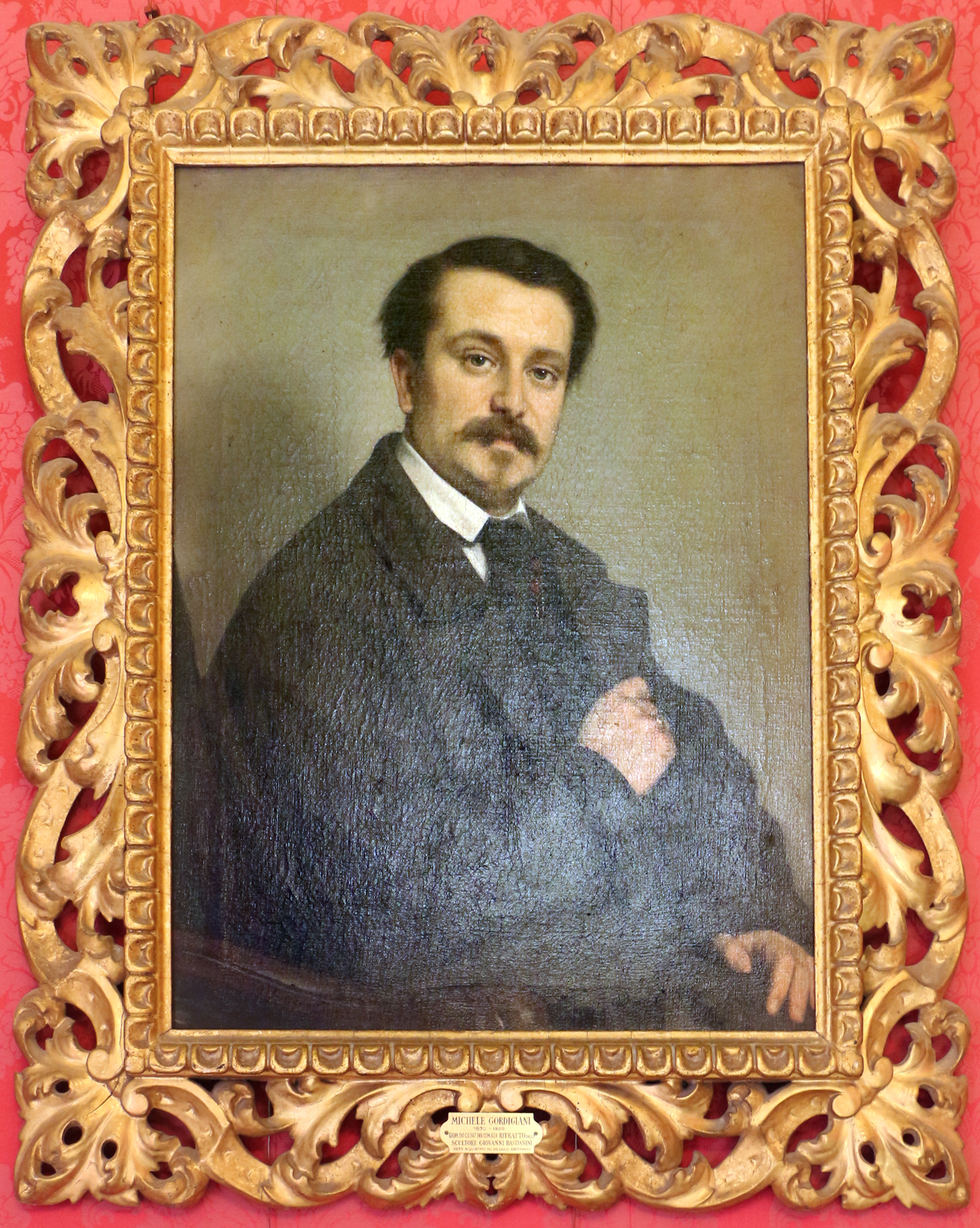
Портрет скульптора Джованни Бастианини